# Lindsaea
Lindsaea, rod papratnica iz porodice Lindsaeaceae, dio je reda osladolike. Raširena po tropskoj Americi, Aziji, Africi, Australiji. Postoji 183priznate vrste i dva hibrida

## Vrste
1. Lindsaea adiantoides J. Sm.
2. Lindsaea agatii (Brack.) Lehtonen & Tuomisto
3. Lindsaea angustipinna A. Rojas & Tejero
4. Lindsaea apoensis Copel.
5. Lindsaea arcuata Kunze
6. Lindsaea austrosinica Ching
7. Lindsaea azurea Christ
8. Lindsaea bakeri (C. Chr.) C. Chr.
9. Lindsaea bifida (Kaulf.) Mett. ex Kuhn
10. Lindsaea blotiana K. U. Kramer
11. Lindsaea bolivarensis V. Marcano
12. Lindsaea bonii Christ
13. Lindsaea borneensis Hook.
14. Lindsaea botrychioides A. St.-Hil.
15. Lindsaea bouillodii Christ
16. Lindsaea brachypoda (Baker) Salomon
17. Lindsaea brevipes Copel.
18. Lindsaea cambodgensis Christ
19. Lindsaea capillacea Christ
20. Lindsaea carvifolia K. U. Kramer
21. Lindsaea cheilosora (K. U. Kramer) Lehtonen
22. Lindsaea chienii Ching
23. Lindsaea chingii C. Chr.
24. Lindsaea chrysolepis K. U. Kramer
25. Lindsaea coarctata K. U. Kramer
26. Lindsaea coriacea (Alderw.) Fraser-Jenk.
27. Lindsaea coursii (Tardieu) K. U. Kramer
28. Lindsaea crispa Baker
29. Lindsaea cubensis Underw. & Maxon
30. Lindsaea cultrata (Willd.) Sw.
31. Lindsaea cultriformis K. U. Kramer
32. Lindsaea cyclophylla K. U. Kramer
33. Lindsaea decaryana (C. Chr.) K. U. Kramer
34. Lindsaea digitata Lehtonen & Tuomisto
35. Lindsaea dimorpha Bailey
36. Lindsaea divaricata Klotzsch
37. Lindsaea divergens Wall. ex Hook. & Grev.
38. Lindsaea doryphora K. U. Kramer
39. Lindsaea dubia Spreng.
40. Lindsaea eberhardtii (Christ) K. U. Kramer
41. Lindsaea elatior (Kunze) A. Rojas
42. Lindsaea ensifolia Sw.
43. Lindsaea eximia Copel.
44. Lindsaea falcata Dryand.
45. Lindsaea falcatosora A. Rojas
46. Lindsaea falciformis Hook.
47. Lindsaea feei C. Chr.
48. Lindsaea filipendula (Rosenst.) K. U. Kramer
49. Lindsaea fissa Copel.
50. Lindsaea francii Rosenst.
51. Lindsaea fraseri Hook.
52. Lindsaea fuscopetiolata A. Rojas & Tejero
53. Lindsaea glandulifera Alderw.
54. Lindsaea gomphophylla Baker
55. Lindsaea grandiareolata (Bonap.) K. U. Kramer
56. Lindsaea gueriniana (Gaudich.) Desv.
57. Lindsaea guianensis (Aubl.) Dryand.
58. Lindsaea hainaniana (K. U. Kramer) Lehtonen & Tuomisto
59. Lindsaea hamiguitanensis Karger & V. B. Amoroso
60. Lindsaea harveyi Carruth.
61. Lindsaea hemiacroscopica K. U. Kramer
62. Lindsaea hemiglossa K. U. Kramer
63. Lindsaea hemiptera K. U. Kramer
64. Lindsaea heterophylla Dryand.
65. Lindsaea hewittii Copel.
66. Lindsaea imrayana (Hook.) Pérez
67. Lindsaea incisa Prent.
68. Lindsaea integra Holttum
69. Lindsaea jamesoniiformis (K. U. Kramer) A. Rojas
70. Lindsaea jamesonioides Baker
71. Lindsaea jarrettiana K. U. Kramer
72. Lindsaea javanensis Blume
73. Lindsaea javitensis Humb. & Bonpl. ex Willd.
74. Lindsaea kalimantanensis K. Iwats. & M. Kato
75. Lindsaea kawabatae Kurata
76. Lindsaea kingii Copel.
77. Lindsaea lancea (L.) Bedd.
78. Lindsaea lapeyrousei (Hook.) Baker
79. Lindsaea latifrons K. U. Kramer
80. Lindsaea leptophylla Baker
81. Lindsaea lherminieri Fée
82. Lindsaea linduensis Cicuzza & Kessler
83. Lindsaea linearis Sw.
84. Lindsaea lobata Poir.
85. Lindsaea longifolia Copel.
86. Lindsaea lucida Blume
87. Lindsaea macrophylla Kaulf.
88. Lindsaea malabarica (Bedd.) Baker ex C. Chr.
89. Lindsaea malayensis Holttum
90. Lindsaea marquesensis (E. D. Br.) Lehtonen
91. Lindsaea mazaruniensis Jenman
92. Lindsaea media R. Br.
93. Lindsaea meifolia (Kunth) Mett. ex Kuhn
94. Lindsaea merrillii Copel.
95. Lindsaea mesarum K. U. Kramer
96. Lindsaea mesoamericana A. Rojas & Tejero
97. Lindsaea microphylla Sw.
98. Lindsaea microstegia Copel.
99. Lindsaea modesta K. U. Kramer
100. Lindsaea monocarpa Rosenst.
101. Lindsaea multisora Alderw.
102. Lindsaea nana A. Rojas
103. Lindsaea napaea Alderw.
104. Lindsaea natunae Baker
105. Lindsaea nervosa Mett.
106. Lindsaea novoguineensis S. Y. Dong
107. Lindsaea oblanceolata Alderw.
108. Lindsaea obscura Brause
109. Lindsaea obtusa J. Sm.
110. Lindsaea orbiculata (Lam.) Mett. ex Kuhn
111. Lindsaea ovata J. Sm.
112. Lindsaea ovoidea Fée
113. Lindsaea oxyphylla Baker
114. Lindsaea pacifica K. U. Kramer
115. Lindsaea pallida Klotzsch
116. Lindsaea papuana Copel.
117. Lindsaea parallelogramma Alderw.
118. Lindsaea parkeri (Hook.) Kuhn
119. Lindsaea pectinata Blume
120. Lindsaea pellaeiformis Christ
121. Lindsaea pendula Klotzsch
122. Lindsaea phassa K. U. Kramer
123. Lindsaea philippinensis K. U. Kramer
124. Lindsaea pickeringii (Brack.) Mett. ex Kuhn
125. Lindsaea pietrobomii J. M. Costa & M. B. S. Martins
126. Lindsaea pleioptera K. U. Kramer
127. Lindsaea plicata Baker
128. Lindsaea portoricensis Desv.
129. Lindsaea pratensis Maxon
130. Lindsaea prolongata E. Fourn.
131. Lindsaea protensa C. Chr.
132. Lindsaea pseudohemiptera (Alderw.) Lehtonen & Tuomisto
133. Lindsaea pulchella (J. Sm.) Mett. ex Kuhn
134. Lindsaea pulchra (Brack.) Carruth.
135. Lindsaea pumila Klotzsch
136. Lindsaea quadrangularis Raddi
137. Lindsaea ramosii Copel.
138. Lindsaea regularis Rosenst.
139. Lindsaea reniformis Dryand.
140. Lindsaea repanda Kunze
141. Lindsaea repens (Bory) Bedd.
142. Lindsaea rigida J. Sm.
143. Lindsaea rigidiuscula Lindm.
144. Lindsaea roemeriana Rosenst.
145. Lindsaea rosenstockii Brause
146. Lindsaea rufa K. U. Kramer
147. Lindsaea sagittata (Aubl.) Dryand.
148. Lindsaea salomonis K. U. Kramer
149. Lindsaea sarawakensis K. U. Kramer
150. Lindsaea schizophylla (Baker) Christ
151. Lindsaea schomburgkii Klotzsch
152. Lindsaea seemannii J. Sm.
153. Lindsaea semilunata (C. Chr.) C. Chr.
154. Lindsaea societatis J. W. Moore
155. Lindsaea sphenomeridopsis K. U. Kramer
156. Lindsaea spruceana Mett. ex Kuhn
157. Lindsaea stenomeris K. U. Kramer
158. Lindsaea stricta (Sw.) Dryand.
159. Lindsaea subalata (K. U. Kramer) A. Rojas & Tejero
160. Lindsaea subalpina Alderw.
161. Lindsaea submontana (Boudrie & Cremers) A. Rojas
162. Lindsaea subobscura S. Y. Dong
163. Lindsaea subtilis K. U. Kramer
164. Lindsaea surinamensis Posth.
165. Lindsaea taeniata K. U. Kramer
166. Lindsaea tenera Dryand.
167. Lindsaea tenuifolia Blume
168. Lindsaea tenuis Klotzsch
169. Lindsaea terminalis (K. U. Kramer) A. Rojas
170. Lindsaea terrae-reginae K. U. Kramer
171. Lindsaea tetragona K. U. Kramer
172. Lindsaea tetraptera K. U. Kramer
173. Lindsaea trapezoidalis A. Rojas
174. Lindsaea trichomanoides Dryand.
175. Lindsaea ulei Hieron. ex Christ
176. Lindsaea venusta Kaulf. ex Kuhn
177. Lindsaea versteegii (Christ) Alderw.
178. Lindsaea vieillardii Mett.
179. Lindsaea virescens Sw.
180. Lindsaea vitiensis K. U. Kramer
181. Lindsaea walkerae Hook.
182. Lindsaea werneri Rosenst.
183. Lindsaea yaeyamensis Tagawa
184. Lindsaea × dissecta K. U. Kramer
185. Lindsaea × liesneri V. Marcano